# Staffanstorp (comune)
Staffanstorp è un comune svedese di 22 174 abitanti, situato nella contea di Scania. Il suo capoluogo è la cittadina omonima.

## Località
Nel territorio comunale sono comprese le seguenti aree urbane (tätort):
| # | Località     | Popolazione |
| - | ------------ | ----------- |
| 1 | Staffanstorp | 13.783      |
| 2 | Hjärup       | 3.885       |
| 3 | Kyrkheddinge | 251         |

Staffanstorp è gemellata con Ozzano Dell'Emilia (BO)